# Raúl Kaplún
Raúl Kaplún (Israel Kaflún; * 11. November 1910 in Buenos Aires; † 23. Januar 1990) war ein argentinischer Geiger, Bandleader und Tangokomponist.

## Leben und Wirken
Kaplún hatte während seiner Schulzeit im Cheder Violinunterricht zunächst bei Marcos Sadoski, später bei José Fraga und schließlich bei Edmund Weigand. Zu Beginn seiner Laufbahn spielte er mit einem kleinen Ensemble klassische Musik als Stummfilmmusiker. 1926 holte ihn Julio Rosenberg in seine Jazzband, die im Kino Astral spielte. Dort war auch Miguel Calós Tangosextett (mit dem Pianisten Armando Baliotti und dem Sänger Roberto Maida) engagiert, zu dem Kaplún alsbald wechselte. Später ging Caló nach Spanien, und Kaflún schloss sich einem Quartett Baliottis an, das im Kino Moderno und ab 1928 – vergrößert zum Sextett – im El Nacional auftrat. Um diese Zeit kam der Tonfilm auf, und Kaplún debütierte bei Radio Prieto und spielte danach bei anderen Rundfunksendern.
Mit Caló und dem Pianisten Luis Brighenti bildete er 1932–33 das Trío Puliol, das die Sänger bei einem Wettbewerb von Radio Splendid begleitete; die Gewinner waren Hugo Gutiérrez und Andrés Falgás. Daneben wurde er auch Mitglied des neuen Quartetts von Caló (mit Pedro Sapochnik als zweitem Geiger, Brighenti als Pianist und Carlos Dante als Sänger) und eines von Baliotti und César Ginzo geleiteten Orchester, das an einem Tangowettbewerb der Zeitschrift Crítica im Lunapark teilnahm.
Zwischen 1934 und 1938 entstanden zwölf Platten mit dem Orchester Calós, das u. a. Arrangements Argentino Galváns spielte und auch in dem Film La vida es un tango (1939) auftrat. In diesem wurde Enrique Francini der zweite Geiger, und Klavier spielte Osmar Maderna. 1942 wechselte Kaplún zum Orchester Lucio Demares. Mit diesem trat er u. a. bei Radio El Mundo, im Palermo Palace und in den Cabarets Novelty und Casanova auf und spielte Aufnahmen beim Label Odeon ein. Zudem komponierte er mehrere erfolgreiche Tangos für das Orchester, darunter Canción de rango (Text von José María Suñé, aufgenommen mit Roberto Arrieta 1942), Una emoción (Text von José María Suñé, aufgenommen mit Raúl Berón 1943), Qué solo estoy (aufgenommen mit Roberto Miró) und Nos encontramos al pasar.
Als Demare 1946 nach Kuba ging, gründete Kaplún ein eigenes Orchester, mit dem er im Café El Nacional debütierte und später in der Tango Bar, im Sans Souci und bei Radio Belgrano auftrat. Dem Orchester gehörten u. a. Julio Ceitlin, Máximo Mori, Juan Kusta, Jorge und Mario Luongo und Ramón Acevedo an, der Sänger war Horacio Quintana. Ab 1950 nahm er beim Label TK vier Platten mit den Sängern Hugo Duval, Roberto Goyeneche (der schon sechzehnjährig mit ihm aufgetreten war) und Juan Carlos Jordán auf.